# Microchilus buchtienii
Microchilus buchtienii är en orkidéart som först beskrevs av Rudolf Schlechter, och fick sitt nu gällande namn av Paul Ormerod. Microchilus buchtienii ingår i släktet Microchilus och familjen orkidéer. Inga underarter finns listade i Catalogue of Life.